# Pomník s pamětní deskou a sochou rudoarmějce (Chlumec nad Cidlinou)
Pomník s pamětní deskou a sochou rudoarmějce je pomník v Chlumci nad Cidlinou, který nesl v 50. letech 20. století sochu rudoarmějce. Pomník zároveň nese pamětní desku se jmény obětí 2. světové války.

## Historie

### Příprava a zbudování pomníku
Výstavbu pomníku inicioval v roce 1926 ředitel chlumecké chlapecké měšťanky a městský zastupitel Josef Bryscejn. Záměrem bylo vytvořit pomník připomínající jak chlumecké oběti 1. světové války, tak i prezidenta osvoboditele T. G. Masaryka. Ustavující schůze Komitétu pro postavení pomníku TGM se konala 11. února 1927 a Josef Bryscejn se stal jeho jednatelem. Plán dokončit pomník k 10. výročí vzniku republiky, tj. do 28. října 1928, se nepodařilo uskutečnit, a ani náhradní termín, 80. narozeniny T. G. Masaryka 7. března 1930, nebyl dodržen. Problémy byly způsobeny zejména nedostatkem financí – ekonomika byla zasažena hospodářskou krizí, a město tou dobou navíc financovalo jiné, praktičtější projekty (např. mateřskou školu). V dubnu 1930 byl osloven sochař Josef Bílek z Hořic, aby vypracoval tři varianty návrhu pomníku, a předpokládalo se, že mu bude zadána i samotná realizace Masarykovy sochy. Bílkova finanční kalkulace ale neodpovídala představám komitétu, sochař Bílek odmítal cenu snížit a k dohodě o realizaci tedy nedošlo. Komitétu ale byla tou dobou zaslána nabídka z pražské dílny Franty Anýže, kde byla již hotová odlitá Masarykova socha z bronzu od významného českého sochaře Otakara Španiela. V Praze se dlouho táhla jednání o vhodném umístění sochy, a tak byla socha nakonec instalována v Chlumci nad Cidlinou, kde komitét pro postavení pomníku toto finančně výhodné a umělecky hodnotné řešení velmi uvítal. Josef Bílek po této neshodě nedovolil při realizaci použít ani nic ze svého architektonického návrhu celého pomníku. S touto poptávkou byl tedy osloven funkcionalistický architekt Kamil Roškot, který navrhl široký kamenný sokl, na něm vlevo vyšší piedestal pro sochu T. G. Masaryka a vpravo nižší kamenný blok pro pamětní desku. Pomník byl slavnostně odhalen 28. října 1931. U pomníku, kolem něhož byly provedeny i další úpravy veřejného prostoru, se potom konala většina místních slavností. Uskutečnilo se zde i smuteční shromáždění v den pohřbu T. G Masaryka 21. září 1937.

### Druhá světová válka
V červnu 1940 vydaly protektorátní úřady nařízení, že musí být z veřejných míst odstraněny všechny symboly neslučitelné s novým státoprávním uspořádáním, a to zejména veškeré pomníky T. G. Masaryka. V archivních spisech města Chlumec nad Cidlinou se nachází potvrzení, že socha T. G. Masaryka byla dne 20. září 1940 odevzdána jako umělecké dílo do Národní galerie, a město jako kompenzaci Říši odevzdalo 750 kg jiných vzácných kovů. Socha tak byla zachráněna a v srpnu 1945 mohla být z galerijního depozitáře přivezena zpět do Chlumce nad Cidlinou. Po sejmutí sochy vznikly, zejména ze strany příslušníků hnutí Vlajka, ve městě snahy o úplné rozebrání pomníku. Pamětní deska se jmény obětí 1. světové války byla odmontována a umístěna v Žiželické ulici, část pomníku (drahé žulové obrubníky) byla rozebrána a zbytek zavezen zeminou a parkově upraven. Když měl být po válce pomník znovu obnoven, nebylo to podle původního Roškotova architektonického návrhu. Nové řešení zpracoval Jiří Durdík. Na místě bývalé pamětní desky umístil kamennou mísu pro zapálení pietního ohně. Znovuohalení pomníku v nové podobě se konalo 28. října 1945.

### 50. léta 20. století
Dne 8. května 1953 schválilo městské zastupitelstvo usnesení o odstranění sochy T. G. Masaryka. V tomto případě již socha zmizela nenávratně. Podle záznamů měla být odvezena do Hradce Králové a poté do Prahy. Když byla v roce 1968 oslovena Národní galerie, stejná socha byla skutečně v depozitáři nalezena – ukázalo se ale, že Otakar Španiel nechal v roce 1931 vyrobit tři stejné sochy T. G. Masaryka: jednu pro Pantheon pražského Národního muzea (podle té byla zřejmě v roce 2000 odlita socha T. G. Masaryka pro Hradčanské náměstí), jednu pro Pardubice a jednu pro Chlumec nad Cidlinou, a v depozitáři byla ta pražská. Skutečně umístění chlumecké sochy TGM se dosud nepodařilo vypátrat. 
V roce 1959 bylo rozhodnuto, že na prázdný piedestal pomníku bude instalována socha rudoarmějce od sochaře Karla Samohrda, která byla ve městě od roku 1947 umístěna u mostu přes řeku Cidlinu. Společně s tím bude bývalá pamětní deska obětí 1. světové války nahrazena pamětní deskou obětí 2. světové války. Nový památník rudoarmějců a obětí 2. světové války byl pak slavnostně odhalen 29. dubna 1959.

### 90. léta 20. století

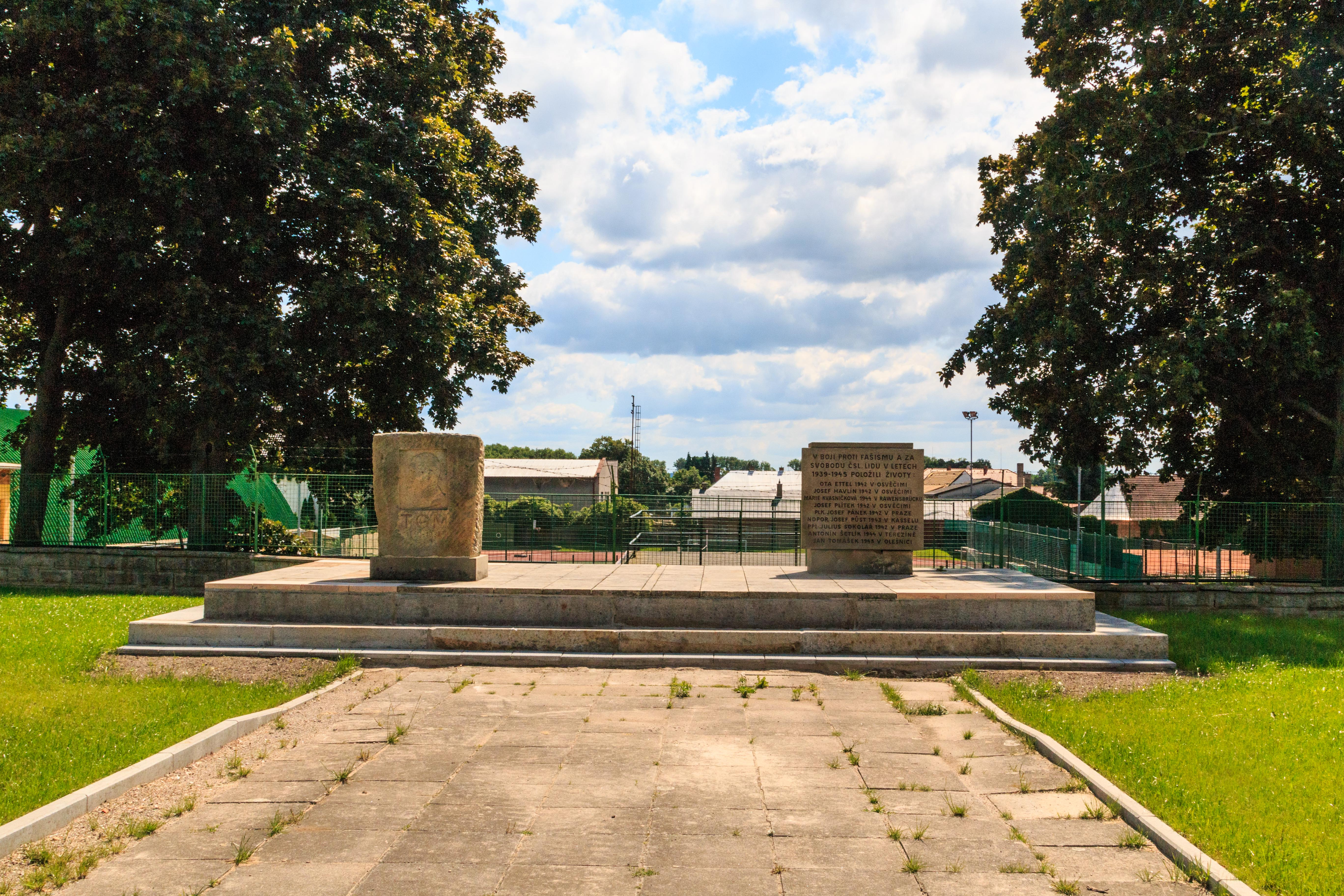
Současná podoba pomníku z 90. let 20. stol.

V roce 1991 byla socha rudoarmějce přemístěna na hřbitov. Prázdný piedestal byl snesen a na jeho místě byl instalována pískovcová krychle s reliéfem T. G. Masaryka, dílo místní výtvarnice akademické sochařky Kateřiny Čihákové-Myškové. Pamětní deska obětí 2. světové války zůstala zachována. Tato nová koncepce pomníku byla slavnostně odhalena dne 14. září 1999.

## Lokalita
Pomník je situován v blízkosti Kozelkovy třídy, mezi budovou sokolovny a budovou spořitelny – významnými architektonickými počiny 20. let 20. století. Pomník tak v době svého vzniku vhodně doplnil toto reprezentativní prostranství.